# Kamenjača
Kamenjača (en serbe cyrillique : Камењача) est un village de Serbie situé dans la municipalité de Trstenik, district de Rasina. Au recensement de 2011, il comptait 326 habitants.

## Démographie
| 1948 | 1953 | 1961 | 1971 | 1981 | 1991 | 2002 | 2011 |
| ---- | ---- | ---- | ---- | ---- | ---- | ---- | ---- |
| 555  | 596  | 570  | 497  | 474  | 454  | 373  | 326  |

|  |